# Glacier de Paneirosse
Glacier de Paneirosse är en glaciär i Schweiz. Den ligger i distriktet Aigle och kantonen Vaud, i den sydvästra delen av landet, 80 km söder om huvudstaden Bern. Glacier de Paneirosse ligger cirka 2 600 meter över havet.